# Zeitschrift der Gesellschaft für Erdkunde zu Berlin
Die Zeitschrift der Gesellschaft für Erdkunde zu Berlin war eine Zeitschrift für Erdkunde und das Organ der Deutschen Geographischen Gesellschaft. Sie erschien ab 1866 zunächst im Verlag von Dietrich Reimer, später im Salzwasser-Verlag alle zwei Monate und wurde 1944 eingestellt.

## Kurze Geschichte und Inhalte
Die Zeitschrift wurde herausgegeben von der Gesellschaft für Erdkunde zu Berlin. Ihre erste Ausgabe erschien 1866 als Nachfolgeorgan der Zeitschrift für allgemeine Erdkunde. Nachfolger der Zeitschrift nach dem Ende des Zweiten Weltkriegs wurde Die Erde. Verleger waren u. a. Dietrich Reimer und E. S. Mittler & Sohn.
Hauptinhalte waren umfangreiche wissenschaftliche Reiseberichte, Darstellung von zoologischen Exkursionen und auch Untersuchungsergebnisse zur Bevölkerungsentwicklung.
Auf dem Portal DigiZeitschriften sind Jahrgänge abrufbar.

## Herausgeber
- 1866–1887: Wilhelm Koner
- 1888–1889: Alexander von Danckelman
- 1890–1911: Georg Kollm
- 1912–1918: Alfred Merz
- 1919–1922: Walter Behrmann
- 1923–1925: Bernhard Brandt
- 1926–1927: Albert Herrmann
- 1928–1938: Albrecht Haushofer
- 1939–1944: Kurt Kayser